# Gabra Manfas Qeddus

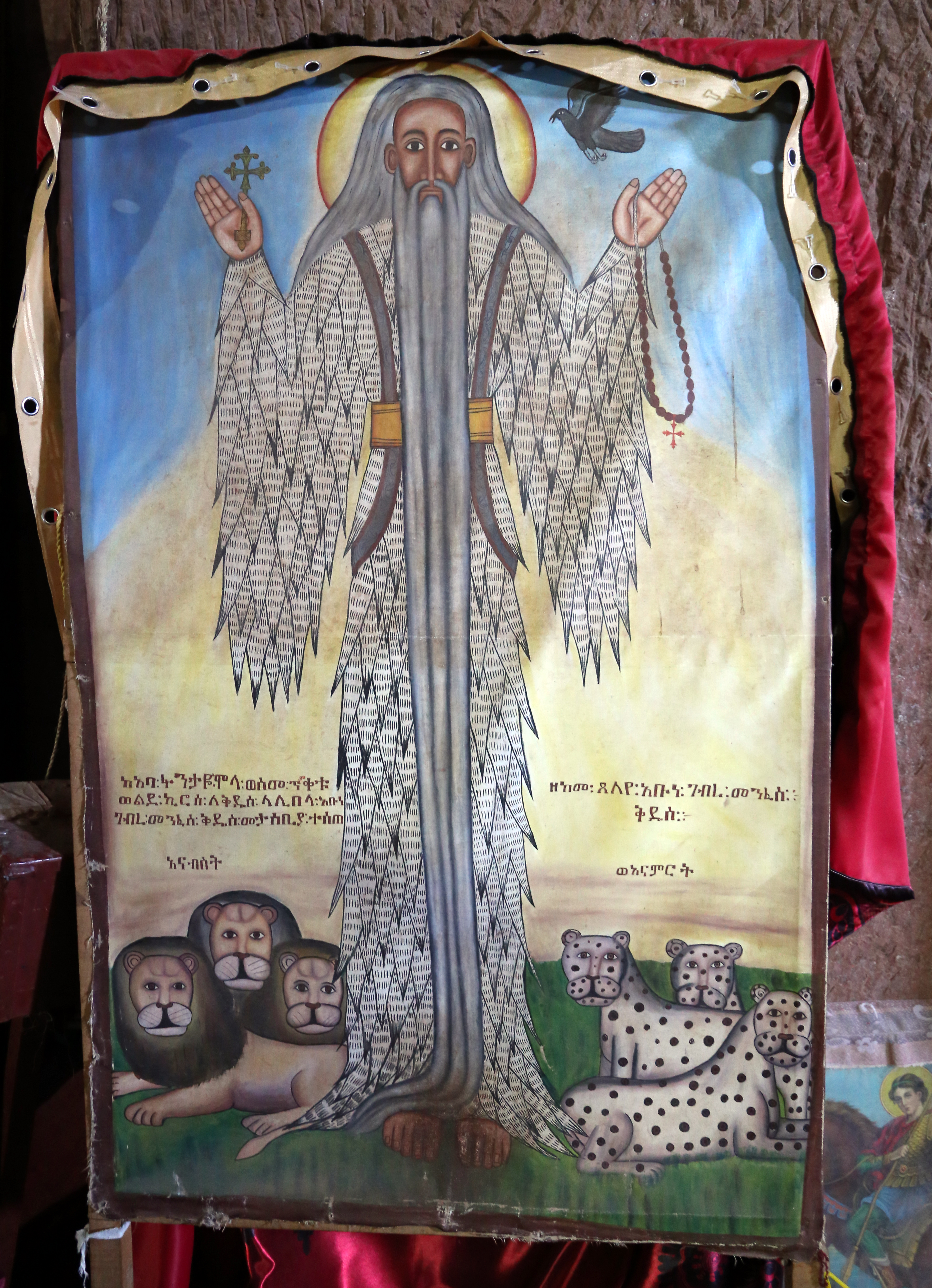
Gabra Manfas Qeddus, mit Haarkleid bedeckt dargestellt

Gabra Manfas Qeddus („Diener des Heiligen Geistes“, auch „Abbo“ genannt, * 12. Jahrhundert; † 13. Jahrhundert) war ein volkstümlicher äthiopischer Heiliger und Eremit der koptisch orthodoxen Kirche, der vermutlich im 12. und 13. Jahrhundert lebte.

## Leben und Werk
Eine verlässliche Überlieferung bringt Gabra Manfas Qeddus mit Kaiser Gebra Maskal Lalibela (um 1186–1225) in Verbindung. Gabra Manfas Qedus  wurde als Kind vornehmer Eltern am 25. Dezember in Nehisa (Oberägypten) geboren. Er scheint in hohem Alter gestorben zu sein. Geburts- und Todesjahr können nicht genau bestimmt werden.
Gabra Manfas Qeddus ging später nach Äthiopien. Er siedelte sich in der Wüstenregion Kabd, genauer im Südosten der Provinz Shewa an und lebte dort als Einsiedler unter wilden Tieren. Er wurde dort von Heiden und Christen gleichermaßen verehrt.
Erhalten ist eine unveröffentlichte, größtenteils phantastische, zwischen 1382 und 1411 verfasste Vita und eine Reihe später entstandener Wundergeschichten.
Gabra Manfas Qeddus stellte das letzte Beispiel eines strengen Asketentum im äthiopischen Mittelalter dar. Er ist am 5. April und 1. März sowie am 31. Dezember (Todestag) im abessinischen Heiligenkalender verzeichnet.